# Gehyra georgpotthasti
Espèce
Gehyra georgpotthasti est une espèce de geckos de la famille des Gekkonidae.

## Répartition
Cette espèce se rencontre au Vanuatu et aux îles Loyauté en Nouvelle-Calédonie.
Elle a été introduite à Fakarava en Polynésie française.

## Étymologie
Cette espèce est nommée en l'honneur de Georg Potthast.

## Publication originale
- Flecks, Schmitz, Böhme, Henkel & Ineich, 2012 : A new species of Gehyra Gray, 1834 (Squamata, Gekkonidae) from the Loyalty Islands and Vanuatu, and phylogenetic relationships in the genus Gehyra in Melanesia. Zoosystema, vol. 34, n. 2, p. 203-221.